# Publius Valerius Laevinus
Publius Valerius Laevinus là viên chỉ huy quân La Mã trong cuộc chiến tranh Pyrros. Ông thống lĩnh một đội quân tinh nhuệ trong trận đánh tại Heraclea vào năm 280 TCN, và bị vua xứ Ipiros là Pyrros đánh bại. Trong tiểu sử Pyrros, nhà tiểu sử Plutarchus có ghi nhận: Caius Fabricius nhận xét về trận đánh này rằng không phải quân Ipiros đã đánh tan nát được quân La Mã, mà chỉ mỗi Pyrros đánh thắng được Laevinus.
Laevinus làm quan Tổng tài của Cộng hòa La Mã, cùng với Tiberius Coruncanius, vào năm 280 TCN. Sau khi bại trận tại Heraclea, ông không bị phế truất và người La Mã vẫn kiên cường tiếp tục cuộc chiến tranh.